# 2019年川崎市議会議員選挙
2019年川崎市議会議員選挙（2019ねんかわさきしぎかいぎいんせんきょ）は、川崎市の議決機関である川崎市議会を構成する議員を全面改選するために行われる選挙で、第19回統一地方選挙の前半戦投票日である4月7日に投票が行われた。

## 概要
市議会議員の任期4年が満了したことに伴って実施された。7選挙区60議席に対して81名が立候補しており、前回2015年市議選よりも候補者は6人減った。川崎市選挙管理委員会は、川崎フロンターレに所属するプロサッカー選手の中村憲剛を選挙啓発のメインキャラクターに起用した。PRポスターには、サッカーボールを両手でつかむ中村選手と「その１票が川崎を決める」のキャッチフレーズが添えられた。

## 基礎データ
- 選挙事由：任期満了
- 告示日：2019年3月29日
- 投票日：2019年4月7日
- 議員定数：60人
- 選挙区：7選挙区
- 候補者数：81人

## 当選した議員
自民党   公明党   共産党   立憲民主党   国民民主党 
 神奈川ネット 
 無所属 
| 川崎区 | 嶋崎嘉夫   | 飯塚正良 | 本間賢次郎 | 浜田昌利 | 山田瑛理   | 浦田大輔 | 後藤真左美 | 林敏夫     | 片柳進   |            |
| 幸区   | 野田雅之   | 鏑木茂哉 | 渡辺学     | 田村京三 | 河野忠正   | 沼沢和明 | 秋田恵     |            |          |            |
| 中原区 | 押本吉司   | 原典之   | 川島雅裕   | 吉沢直美 | 末永直     | 松原成文 | 重冨達也   | 大庭裕子   | 市古次郎 | 松川正二郎 |
| 高津区 | 青木功雄   | 岩隈千尋 | 堀添健     | 大島明   | 平山浩二   | 春孝明   | 齋藤伸志   | 小堀祥子   | 宗田裕之 |            |
| 宮前区 | 矢沢孝雄   | 石田康博 | 添田勝     | 織田勝久 | 田村伸一郎 | 浅野文直 | 山田晴彦   | 大西いづみ | 石川建二 |            |
| 多摩区 | 河野ゆかり | 橋本勝   | 吉沢章子   | 露木明美 | 上原正裕   | 各務雅彦 | 井口真美   | 三宅隆介   | 赤石博子 |            |
| 麻生区 | 山崎直史   | 鈴木朋子 | 月本琢也   | 花輪孝一 | 雨笠裕治   | 勝又光江 | 木庭理香子 |            |          |            |

### 補欠選挙
| 年     | 月   | 選挙区     | 当選者   | 当選政党 | 欠員     | 欠員政党 | 欠員事由 |
| ------ | ---- | ---------- | -------- | -------- | -------- | -------- | -------- |
| 2021年 | 10月 | 幸区選挙区 | 加藤孝明 | 自民党   | 鏑木茂哉 | 自民党   | 死去     |